# Distrikt Ascensión
Der Distrikt Ascensión liegt in der Provinz Huancavelica der Region Huancavelica in Südzentral-Peru. Der Distrikt wurde am 8. Juni 2000 aus Teilen des Distrikts Huancavelica gebildet. Er hat eine Fläche von 432,24 km². Beim Zensus 2017 lebten 15.566 Einwohner im Distrikt. 10 Jahre zuvor lag die Einwohnerzahl bei 9735. Die Distriktverwaltung befindet sich in der am Río Ichu auf einer Höhe von 3650 m gelegenen Stadt Ascensión mit 14.915 Einwohnern (Stand 2017). Diese bildet einen nordwestlichen Vorort der Provinz- und Regionshauptstadt Huancavelica.

## Geographische Lage
Der Distrikt Ascensión liegt im Andenhochland östlich der peruanischen Westkordillere im Westen der Provinz Huancavelica. Der Río Ichu sowie dessen linker Quellfluss Río Cachimayo bilden die südliche Distriktgrenze. Im Westen des Distrikts liegt das Quellgebiet des Río Cotay, einem Zufluss des Río Vilca. Die westliche Distriktgrenze verläuft entlang der kontinentalen Wasserscheide.
Der Distrikt Ascensión grenzt im Westen an die Distrikte Aurahuá und Chupamarca (beide in der Provinz Castrovirreyna), im Norden an die Distrikte Acobambilla, Nuevo Occoro, Huando und Palca, im Osten und Südosten an den Distrikt Huancavelica sowie im Südwesten an den Distrikt Castrovirreyna (Provinz Castrovirreyna).